# توئینه‌هه
توئینه‌هه (به اسپانیایی: Tuineje) یک دهستان در اسپانیا است که در فوئرته‌ونتورا واقع شده‌است. توئینه‌هه ۲۷۵٫۹۴ کیلومتر مربع مساحت و ۱۳٬۹۴۶ نفر جمعیت دارد و ۲۰۵ متر بالاتر از سطح دریا واقع شده‌است.